# HD 34959
HD 34959，又名BD+03 857，SAO 112660、HR 1761，是一颗恒星，视星等为6.57，位于銀經198.53，銀緯-17.95，其B1900.0坐标为赤經5h 16m 2.9s，赤緯+3° -17.95′ 45″。